# Sablayan
Sablayan (Bayan ng Sablayan) är en kommun i Filippinerna. Kommunen ligger på ön Mindoro, och tillhör provinsen Occidental Mindoro. Folkmängden uppgår till 70 506 invånare.

## Barangayer
Sablayan är indelat i 22 barangayer.
| - Batong Buhay - Buenavista - Burgos - Claudio Salgado - General Emilio Aguinaldo - Ibud - Ilvita - Ligaya - Poblacion (Lumangbayan) - Paetan - Pag-Asa | - San Agustin - San Francisco - San Nicolas - San Vicente - Santa Lucia - Santo Niño - Tagumpay - Victoria - Lagnas - Malisbong - Tuban |